# アヴィエーション/ラックス駅
アヴィエーション/ラックス駅（Aviation/LAX）は、アメリカ合衆国カリフォルニア州ロサンゼルス郡にあるロサンゼルス郡都市圏交通局C線の駅である。現地では「エイヴィエイション/エル・エイ・エックス」と発音する。LAX はロサンゼルス国際空港を表す空港コード。

## 駅構造
島式ホーム1面2線の高架駅。駐車場、駐輪場が設置されてある。

## 駅周辺
- ロサンゼルス国際空港

## 歴史
- 1995年10月12日 - 開業

## 隣の駅
ロサンゼルス郡都市圏交通局
■C線
アヴィエーション/センチュリー駅 - アヴィエーション/ラックス駅 - ハーソーン駅
| スタブアイコン | サブスタブ | この項目は、まだ閲覧者の調べものの参照としては役立たない、鉄道に関連した書きかけの項目です。この項目を加筆・訂正などしてくださる協力者を求めています（P:鉄道/PJ:鉄道）。 |